# Необходимое условие сходимости рядов
Необходимое условие сходимости ряда (Необходимый признак сходимости ряда):

Для сходимости ряда {\displaystyle \sum a_{k}} необходимо, чтобы последовательность {\displaystyle (a_{k})} была бесконечно малой.

## Доказательство
Пусть исходный ряд сходится (последовательность частичных сумм имеет конечный предел). По условию последовательности частичных сумм {\displaystyle (s_{k})} и {\displaystyle (s_{k+1})} имеют общий конечный предел {\displaystyle s}, но {\displaystyle |a_{k+1}|=|\,s_{k+1}-\,s_{k}|}, а потому {\displaystyle |a_{k+1}|\rightarrow 0}, что равносильно бесконечной малости {\displaystyle (a_{k})}.

## Замечание
Данный признак является только необходимым, но не достаточным, то есть из того, что {\displaystyle (a_{k})\rightarrow 0} не следует, что ряд сходится.
Так, гармонический ряд {\displaystyle 1+{\frac {1}{2}}+{\frac {1}{3}}+...+{\frac {1}{n}}+...} расходится, хотя необходимое условие сходимости ряда для него выполняется.